# Брентьес, Бурхард
Бурхард Брентьес (нем. Burchard Brentjes; 20 августа 1929, Галле — 28 сентября 2012, Берлин) — восточногерманский археолог и историк-востоковед.

## Биография
Родился 20 августа 1929 году в городе Галле (Halle), земля Саксония-Анхальт, ФРГ.
В 1944—1945 годах отбывал обязательную трудовую повинность в лагерях Имперской службы труда.
В 1946 году вступил в Компартию Германии, а после её принудительного слияния с СДПГ стал членом СЕПГ. В 1947-1952 годах учился в университете г. Галле (ныне — Галле-Виттенбергский университет имени Мартина Лютера), где изучал историю и археологию. Посещал семинары востоковеда-индолога Хайнца Моде (Heinz Mode) и археолога и искусствоведа Йоханнеса Яна (Johannes Jahn).
В течение многих лет являлся профессором Галле-Виттенбергского университета им. Мартина Лютера.

## Научные интересы
Получил широкую известность в ГДР и Советском Союзе как археолог и историк Древнего Востока. Занимался изучением археологии, истории развития производительных сил, искусства и культуры исчезнувших цивилизаций Древнего Ближнего Востока и доколониальной Африки. Его диссертации были посвящены исследованию истории плуга и одомашнивания крупного рогатого скота.
Брентьес изучал историю поселений и экологическое поведение древних людей, а также также занимался пограничными областями своих основных исследовательских направлений с другими темами, такими как культурная история Северной Африки, кочевники евразийских степей или история утопий. Он поощрял междисциплинарное научное обсуждение общих вопросов за пределами Востока, например, на междисциплинарной конференции «Прикладная и историческая климатология» (1988).
В сферу его научных интересов также входили исследования социальной структуры и идеологической истории Востока, равно как история науки в университете Галле, имеющем давние традиции востоковедения; с этим связана, например, его работа по Антону Вильгельму Амо. Теории Эриха фон Дэникена и Тура Хейердала нашли в Брентьесе остроумного и проницательного критика.

## Труды
Автор более 30 книг, две из них посвятил критике теории палеоконтактов и катастроф. Работы Брентьеса охватывают широкий круг тем, уделяя особое внимание археологии и культурной истории Центральной Азии, Афганистана, Ирана, Азербайджана, Армении, Курдистана и исламского мира в целом. 
Его обзорная монография «От Шанидара до Аккада» (Von Schanidar bis Akkad, 1968), посвященная древнейшим культурам Передней Азии и Египта, изученным на основании археологических раскопок на территории Ирана, Ирака, Палестины и Египта в 1940—1960-х годах, опубликована на русском языке в 1976 году издательством «Наука» АН СССР в серии «По следам исчезнувших культур Востока».

## Память
Умер 28 сентября 2012 года в Берлине.
9 апреля 2013 года берлинский Институт истории науки Общества Макса Планка в память об учёном провёл чтения «Проф. Бурхард Брентьес (1929—2012). Жизнь и труды».

## Публикации
- Брентьес Бурхард. От Шанидара до Аккада / Пер. с нем. Н. Н. Водинской. — М.: Наука, Главная редакция восточной литературы, 1976. — 360 с.: ил. — (По следам исчезнувших культур Востока).
- Брентьес Б., Брентьес С. Ибн Сина (Авиценна) / Пер. с нем. П. М. Комышанченко. — Киев: Вища школа. Изд-во при Киевском ун-те, 1984. — 88 с.: ил.
- Брентьес Бурхард. Загадки древности / Пер. с нем. — Таллинн: Валгус, 1988. — 142 с.: ил. — ISBN 5-440-00064-X (на эст яз.).